# Mjölonmätare
Mjölonmätare, Macaria carbonaria är en fjärilsart som först beskrevs av Carl Alexander Clerck 1759. Enligt Dyntaxa ingår Mjölonmätare i släktet Macaria men enligt Catalogue of Life är tillhörigheten istället släktet Epelis. Enligt båda källorna tillhör Mjölonmätare familjen mätare, Geometridae.  Arten är reproducerande i Sverige. Inga underarter finns listade i Catalogue of Life.